# یعقوب دشت تپه
یعقوب دشت تپه مربوط به دوران پیش از تاریخ ایران باستان -هزاره ۱ قبل از میلاد است و در کردکوی، ۷۰۰ متری شمال شرق مرکز آموزش کشاورزی واقع شده و این اثر در تاریخ ۱۰ بهمن ۱۳۸۳ با شمارهٔ ثبت ۱۱۳۲۰ به‌عنوان یکی از آثار ملی ایران به ثبت رسیده است.